# Превалье
Превалье (словен. Prevalje, нем. Prävali) — поселение и община в северной части Словении, в исторической области Словенская Каринтия, входит также в состав статистического региона Корошка. Население всей общины по данным переписи 2002 года — 6 643 человека.
Исторический центр Превалье расположен на левом берегу реки Межи.

## История
Территория вокруг нынешнего Превалья была заселена с доисторических времён, о чём свидетельствуют археологические находки, включающие и бронзовый топор из гальштатской культуры. В 1860 году около 50 древнеримских мраморных плит были найдены в русле реки на месте нынешней бумажно-целлюлозной фабрики. Камни принадлежали гробнице, располагавшейся на римской дороге Целея — Вирунум.
Одна из самых последних битв Второй мировой войны в Европе Полянская битва случилась поблизости от Превалье 14 и 15 мая 1945 года между Югославской армией и отступающими немецкими силами. В 2010 году было открыто массовое захоронение останков около 700 мужчин и женщин, убитыми бойцами KNOJ в 1945 году.

## Экономика
Превалье был важным горнодобывающим центром. Развитие Превалье было тесно связано с чёрной металлургией. И по сей день обрабатывающая промышленность лежит в основе экономики Превалье, за которой следует торговля, металлообработка, транспорт и строительство. В последние годы развиваются сфера услуг и туризм.
Крупнейшими компаниями в Превалье в 2003 году были: Lesna (мебельная промышленность), Koratur (автобусная компания), Prevent (текстильная промышленность), Lek (фармацевтика), Jamnica (торговля), Paloma (бумажное производство) и Instalater (машиностроение, сфера услуг).

## Известные урожденцы и жители
- Франц Лампрет, композитор
- Лойзе Лебич, композитор
- Ерица Мрзель, актриса, певица и политик
- Винко Ошлак, эссеист, переводчик и христианский мыслитель
- Данило Сливник, журналист, редактор и публицист
- Леопольд Сухадолчан, писатель
- Антон Вогринец, католический священник, автор и реформатор-богослов